# Discografia de Carly Rae Jepsen
A discografia de Carly Rae Jepsen, uma cantora e compositora canadense, consiste de quatro álbuns de estúdio, dois de compilação, três extended play (EP) e 20 canções lançadas como singles (incluindo duas como artista convidada). Após participar da quinta temporada do programa de talentos Canadian Idol, em 2007, a artista assinou um contrato musical com as gravadoras Fontana e MappleMusic e lançou seu álbum de estreia, Tug of War, no ano seguinte. O disco vendeu um total de dez mil cópias em território canadense e de seus singles, a faixa-título e "Bucket" ficaram entre as quarenta primeiras posições da tabela Canadian Hot 100 e foram certificadas como discos de ouro pela associação Music Canada (MC).
Seu primeiro EP, Curiosity, foi distribuído em 2012 pela companhia 604 Records e atingiu a sexta colocação da Canadian Albums. Da obra, a faixa "Call Me Maybe" foi selecionada como seu primeiro single, que chegou ao topo de listas de dezoito países. No Brasil, ficou no vigésimo sexto posto da Brasil Hot 100 Airplay e foi o single mais vendido de 2012 com doze milhões e quinhentos mil cópias. A segunda música de divulgação do EP que lhe dá título alcançou o número dezoito no Canadá, onde também obteve a autenticação de ouro. No mesmo ano, pelas gravadoras 604, Schoolboy e Interscope, Jepsen lançou seu segundo trabalho de estúdio, Kiss, que manteve-se entre as dez principais posições em nações como os Estados Unidos através da Billboard 200, o Canadá, a Austrália, o Japão, a Nova Zelândia e o Reino Unido. O material contém além de "Call Me Maybe" e "Curiosity", a parceria da artista com Owl City em "Good Time", single no primeiro lugar do Canadá e da Nova Zelândia e dentre as vinte colocações iniciais em uma margem internacional. A videografia relacionada da cantora inclui sete vídeos musicais de seus singles.

## Álbuns
| Detalhes do álbum | Melhores posições atingidas | Melhores posições atingidas | Melhores posições atingidas | Melhores posições atingidas | Melhores posições atingidas | Melhores posições atingidas | Melhores posições atingidas | Melhores posições atingidas | Melhores posições atingidas | Certificações                           | Vendas                       |
| Detalhes do álbum | CAN                         | ALE                         | AUS                         | EUA                         | FRA                         | JAP                         | NZ                          | RU                          | SUI                         | Certificações                           | Vendas                       |
| --- | --------------------------- | --------------------------- | --------------------------- | --------------------------- | --------------------------- | --------------------------- | --------------------------- | --------------------------- | --------------------------- | --------------------------------------- | ---------------------------- |
| Tug of War - Lançamento: 30 de setembro de 2008 - Gravadora(s): Fontana e MapleMusic - Formato(s): CD                                  | —                           | —                           | —                           | —                           | —                           | —                           | —                           | —                           | —                           |                                         | - CAN: 10.000                |
| Kiss - Lançamento: 14 de setembro de 2012 - Gravadora(s): 604, Schoolboy e Interscope - Formato(s): CD e download digital              | 5                           | 22                          | 8                           | 6                           | 11                          | 4                           | 6                           | 9                           | 18                          | - MC: Ouro - ARIA: Ouro - RIAJ: Platina | - CAN: 40.000 - EUA: 289.000 |
| Emotion - Lançamento: 21 de agosto de 2015 - Gravadora(s): 604, School Boy, Interscope e Universal - Formato(s): CD e download digital | 8                           | 73                          | 37                          | 16                          | —                           | 8                           | 35                          | 21                          | 93                          | - RIAJ: Ouro                            | - EUA: 36.000                |
| Dedicated - Lançamento: 17 de maio de 2019 - Gravadora(s): 604, School Boy e Interscope - Formatos(s): CD, vinil e download digital    | 16                          | —                           | 33                          | 18                          | —                           | 32                          | 40                          | 26                          | 71                          |                                         | - EUA: 13.000                |
| "—" denota um título que não tenha entrado na tabela musical do respectivo país.                                                       |                             |                             |                             |                             |                             |                             |                             |                             |                             |                                         |                              |

### Álbuns de compilação
| Detalhes do álbum | Melhores posições atingidas |
| Detalhes do álbum | JAP                         |
| --- | --------------------------- |
| Kiss: The Remix - Lançamento: 12 de junho de 2013 - Gravadora(s): Schoolboy e Interscope - Formato(s): CD e download digital   | 157                         |
| Emotion Remixed + - Lançamento: 18 de março de 2016 - Gravadora(s): Schoolboy e Interscope - Formato(s): CD e download digital | 256                         |

### Trilhas sonoras
| Detalhes do álbum | Melhores posições atingidas | Melhores posições atingidas | Melhores posições atingidas | Vendas        |
| Detalhes do álbum | AUS                         | EUA                         | EUA OST                     | Vendas        |
| --- | --------------------------- | --------------------------- | --------------------------- | ------------- |
| Grease: Live - Music from the Television Event - Lançamento: 31 de janeiro de 2016 - Gravadora(s): Paramount Pictures - Formato(s): CD, download digital | 85                          | 37                          | 1                           | - EUA: 13.000 |

### Extended plays(EP)
| Detalhes do álbum | Melhores posições atingidas |
| Detalhes do álbum | CAN                         |
| --- | --------------------------- |
| Dear You - Lançamento: 2004 - Gravadora(s): Independente - Formato(s): CD                                                     | —                           |
| Curiosity - Lançamento: 14 de fevereiro de 2012 - Gravadora(s): 604 - Formato(s): CD e download digital                       | 6                           |
| Emotion: Side B - Lançamento: 26 de agosto de 2016 - Gravadora(s): 604, School Boy, Interscope - Formato(s): Download digital | —                           |

## Singles

### Como artista principal
| Ano                                                                              | Obra                                                | Melhores posições atingidas | Melhores posições atingidas | Melhores posições atingidas | Melhores posições atingidas | Melhores posições atingidas | Melhores posições atingidas | Melhores posições atingidas | Melhores posições atingidas | Melhores posições atingidas | Melhores posições atingidas | Certificações | Álbum            |
| Ano                                                                              | Obra                                                | CAN                         | ALE                         | AUS                         | BRA                         | EUA                         | FRA                         | JAP                         | NZ                          | RU                          | SUI                         | Certificações | Álbum            |
| -------------------------------------------------------------------------------- | --------------------------------------------------- | --------------------------- | --------------------------- | --------------------------- | --------------------------- | --------------------------- | --------------------------- | --------------------------- | --------------------------- | --------------------------- | --------------------------- | --- | ---------------- |
| 2008                                                                             | "Sunshine on My Shoulders"                          | —                           | —                           | —                           | —                           | —                           | —                           | —                           | —                           | —                           | —                           | | Tug of War       |
| 2008                                                                             | "Tug of War"                                        | 36                          | —                           | —                           | —                           | —                           | —                           | —                           | —                           | —                           | —                           | - CAN: Ouro | Tug of War       |
| 2009                                                                             | "Bucket"                                            | 32                          | —                           | —                           | —                           | —                           | —                           | —                           | —                           | —                           | —                           | - CAN: Ouro | Tug of War       |
| 2009                                                                             | "Sour Candy" (com Josh Ramsay)                      | —                           | —                           | —                           | —                           | —                           | —                           | —                           | —                           | —                           | —                           | | Tug of War       |
| 2011                                                                             | "Call Me Maybe"                                     | 1                           | 3                           | 1                           | 26                          | 1                           | 1                           | 3                           | 1                           | 1                           | 1                           | - CAN: 8× Platina - ALE: 5× Platina - AUS: 9× Platina - BEL: Platina - DIN: 4× Platina - EUA: Diamante - FRA: Ouro - ITA: 2× Platina - NZ: 3× Platina - RU: 3× Platina - SUI: 3× Platina | Curiosity/Kiss   |
| 2012                                                                             | "Curiosity"                                         | 18                          | —                           | —                           | —                           | —                           | —                           | —                           | —                           | —                           | —                           | - CAN: Ouro | Curiosity/Kiss   |
| 2012                                                                             | "Good Time" (com Owl City)                          | 1                           | 11                          | 5                           | —                           | 8                           | 4                           | 2                           | 1                           | 5                           | 14                          | - ALE: Ouro - AUS: 4× Platina - BEL: Ouro - DIN: 2× Platina - EUA: 2× Platina - ITA: Platina - JAP: Platina - NZ: 2× Platina - RU: Ouro                                                  | Kiss             |
| 2012                                                                             | "This Kiss"                                         | 23                          | 64                          | —                           | —                           | 86                          | 152                         | 65                          | 39                          | 166                         | —                           | | Kiss             |
| 2012                                                                             | "Almost Said It"                                    | —                           | —                           | —                           | —                           | —                           | —                           | —                           | —                           | —                           | —                           | | Kiss             |
| 2013                                                                             | "Tonight I'm Getting Over You"                      | 88                          | —                           | 38                          | —                           | 90                          | 82                          | —                           | 40                          | 33                          | 74                          | - DIN: Ouro | Kiss             |
| 2013                                                                             | "Take a Picture"                                    | —                           | —                           | —                           | —                           | —                           | —                           | —                           | —                           | —                           | —                           | | —                |
| 2015                                                                             | "I Really Like You"                                 | 14                          | 15                          | 37                          | —                           | 39                          | 39                          | 4                           | 25                          | 3                           | 15                          | - ALE: Ouro - AUS: Platina - CAN: Ouro - DIN: Ouro - ITA: Platina - JAP: 2× Platina - RU: Platina                                                                                        | Emotion          |
| 2015                                                                             | "Run Away with Me"                                  | 83                          | 164                         | 100                         | —                           | —                           | —                           | —                           | —                           | 58                          | —                           | | Emotion          |
| 2015                                                                             | "Your Type"                                         | —                           | —                           | —                           | —                           | —                           | —                           | —                           | —                           | —                           | —                           | | Emotion          |
| 2015                                                                             | "Last Christmas"                                    | —                           | —                           | —                           | —                           | —                           | —                           | —                           | —                           | —                           | —                           | | —                |
| 2017                                                                             | "It Takes Two" (com Mike Will Made-It e Lil Yachty) | —                           | —                           | —                           | —                           | —                           | —                           | —                           | —                           | —                           | —                           | | —                |
| 2017                                                                             | "Cut to the Feeling"                                | —                           | —                           | —                           | —                           | —                           | —                           | 13                          | —                           | —                           | —                           | - JAP: Ouro | Emotion: Side B+ |
| 2018                                                                             | "Party for One"                                     | 100                         | —                           | —                           | —                           | —                           | —                           | 68                          | —                           | —                           | —                           | | Dedicated        |
| 2019                                                                             | "Now That I Found You"                              | —                           | —                           | —                           | —                           | —                           | —                           | 44                          | —                           | —                           | —                           | | Dedicated        |
| 2019                                                                             | "No Drug Like Me"                                   | —                           | —                           | —                           | —                           | —                           | —                           | —                           | —                           | —                           | —                           | | Dedicated        |
| 2019                                                                             | "Too Much"                                          | —                           | —                           | —                           | —                           | —                           | —                           | —                           | —                           | —                           | —                           | | Dedicated        |
| 2019                                                                             | "OMG" (com Gryffin)                                 | —                           | —                           | —                           | —                           | —                           | —                           | —                           | —                           | —                           | —                           | | Gravity          |
| "—" denota um título que não tenha entrado na tabela musical do respectivo país. |                                                     |                             |                             |                             |                             |                             |                             |                             |                             |                             |                             | |                  |

### Como artista convidado
| Ano  | Obra                                                              | Álbum            |
| ---- | ----------------------------------------------------------------- | ---------------- |
| 2009 | "Change for You" (The Midway State com Carly Rae Jepsen)          | Holes            |
| 2013 | "Rest from the Streets" (A Friend in London com Carly Rae Jepsen) | Unite            |
| 2016 | "Super Natural" (Danny L Harle com Carly Rae Jepsen)              | PC Music, Vol. 2 |

### Outras canções
| Ano  | Obra                            | Melhores posições atingidas | Melhores posições atingidas | Melhores posições atingidas | Melhores posições atingidas | Álbum |
| Ano  | Obra                            | CAN                         | AUS                         | EUA                         | RU                          | Álbum |
| ---- | ------------------------------- | --------------------------- | --------------------------- | --------------------------- | --------------------------- | ----- |
| 2012 | "Beautiful" (com Justin Bieber) | 37                          | 48                          | 87                          | 68                          | Kiss  |

## Vídeos musicais
| Ano  | Obra                           | Diretor             |
| ---- | ------------------------------ | ------------------- |
| 2009 | "Tug of War"                   | Ben Knechtel        |
| 2009 | "Sour Candy" (com Josh Ramsay) | Ben Knechtel        |
| 2009 | "Bucket"                       | Ben Knechtel        |
| 2011 | "Call Me Maybe"                | Ben Knechtel        |
| 2012 | "Good Time" (com Owl City)     | Declan Whitebloom   |
| 2012 | "This Kiss"                    | Justin Francis      |
| 2013 | "Tonight I'm Getting Over You" | Nathalie Canguilhem |